# 第2PK
第2PK（だいにピーケー）は、かつてサンミュージックプロダクションに所属していた日本のお笑いコンビ。2021年7月15日解散。

## メンバー
せーや（本名：森田 星矢〈もりた せいや〉1987年8月15日（37歳） - ）
ツッコミ担当。
埼玉県さいたま市出身。身長165 cm、体重56 kg。足の大きさ25 cm。
趣味はスポーツ観戦、人間観察、サッカー。特技は卓球（浦和市3位）。
一人っ子。
aiko、Mr.Childrenが好き。
高校時代から「〜かよっ」と三村マサカズ（さまぁ〜ず）ばりのツッコミをしており、芸人への才能を見せていた。
2020年1月23日に結婚、同年11月22日に結婚をTwitterにて報告。

ひろみ（本名：非公開 1989年3月1日（36歳） - ）
ボケ担当。
東京都出身。身長173 cm、体重105 kg。足の大きさ27 cm。血液型はO型。
趣味はアニメ、ウイニングイレブン、サッカー、漫画。特技は剣道（2段）。
今でも俳優を志望している。
歳の離れた兄弟がおり、末っ子。
ジャニーズJr. が好き。
アニメでは鬼滅の刃、呪術廻戦、僕のヒーローアカデミア、ハイキュー!!が好き。

## 来歴
ワタナベコメディスクール9期出身。
せーやは音楽、ひろみは俳優をやりたくてバラエティタレントコースに入学するも講師から「君たちのクラスは事務所にアピールするチャンスが全くないからこのままだと絶対に事務所に所属できない。だからとりあえずネタを作りなさい」と忠言されコンビを組もうとしたが同じクラスの3人から連続して断られたひろみに、恵比寿駅のエスカレーターでせーやが「じゃあ俺と組む?」と言ったのをキッカケにコンビ結成。
トリオとして活動していた期間もある。養成所卒業後はしばらくの間フリーとして活動し、後にサンミュージック所属となる。2021年7月15日に解散を発表。

## 芸風
主に漫才。
歌ネタも行い、カラオケに行った時の最初に歌う曲を迷う気持ちを基にした「1曲目の歌」はカラオケの鉄人にて配信された。マネージャーがavexの映像関係者に「1曲目の歌」を見せたところ、とんとん拍子で決まったという。

## 出演

### テレビ
- ロンドンハーツ（テレビ朝日）ひろみのみ、未来の狩野英孝・フルポン村上を探せオーディションにて出演[6]
- カンニングのDAI安吉日!（BSフジ）[7]
- ブラック・プレジデント（フジテレビ）[7]
- 嫌な女（NHKBSプレミアム）ひろみのみ[7]
- 水曜日のダウンタウン（TBS）ひろみのみ[8][9]
- ゼロ　一獲千金ゲーム（日本テレビ）ひろみのみ[7]
- 真夜中のおバカ騒ぎ!「植毛芸人グランプリ」ネタ優勝
- ザ!世界仰天ニュース（日本テレビ）ひろみのみ、仰天チェンジにて再現VTRに出演[7]
- ハケンの品格（日本テレビ）せーやのみ[10]
- ＃リモラブ 〜普通の恋は邪道〜（日本テレビ）せーやのみ
- モコミ〜彼女ちょっとヘンだけど〜 第5話（2021年2月27日、テレビ朝日）

### ネット配信
- 踊る大宣伝会議、或いは私は如何にして踊るのを止めてゲームのルールを変えるに至ったか。Season1 （2014年 森村裕介 役、ひろみのみ）
- 踊る大宣伝会議、或いは私は如何にして踊るのを止めてゲームのルールを変えるに至ったか。Season2（2015年、ネスレシアター）森村裕介 役、ひろみのみ

### 映画
- 百瀬、こっちを向いて。（耶雲哉治監督作品）田辺真治 役、ひろみのみ[6][11]